# Futbol Klubu Qarabağ Ağdam 2017-2018

## Stagione

### Rosa 2017-2018
| N. |                                 | Ruolo | Calciatore               |
| -- | ------------------------------- | ----- | ------------------------ |
| 1  | Islanda (bandiera)              | P     | Hannes Halldórsson       |
| 2  | Azerbaigian (bandiera)          | D     | Qara Qarayev             |
| 5  | Azerbaigian (bandiera)          | D     | Maksim Medvedev          |
| 7  | Azerbaigian (bandiera)          | C     | Rahid Amirguliyev        |
| 8  | Spagna (bandiera)               | C     | Míchel                   |
| 9  | Sudafrica (bandiera)            | A     | Dino Ndlovu              |
| 10 | Brasile (bandiera)              | C     | Pedro Henrique           |
| 11 | Azerbaigian (bandiera)          | A     | Mahir Madatov            |
| 12 | Azerbaigian (bandiera)          | P     | Shahrudin Mahammadaliyev |
| 13 | Bosnia ed Erzegovina (bandiera) | P     | Ibrahim Šehić            |
| 14 | Azerbaigian (bandiera)          | D     | Rashad Sadygov           |
| 17 | Haiti (bandiera)                | C     | Wilde-Donald Guerrier    |

| N. |                        | Ruolo | Calciatore        |
| -- | ---------------------- | ----- | ----------------- |
| 20 | Azerbaigian (bandiera) | C     | Richard Almeida   |
| 21 | Azerbaigian (bandiera) | D     | Arif Dashdemirov  |
| 22 | Azerbaigian (bandiera) | C     | Afran Ismayilov   |
| 25 | Albania (bandiera)     | D     | Ansi Agolli       |
| 30 | Azerbaigian (bandiera) | D     | Kelvin Cela       |
| 32 | Azerbaigian (bandiera) | D     | Elvin Yunuszade   |
| 44 | Azerbaigian (bandiera) | A     | Ağabala Ramazanov |
| 52 | Polonia (bandiera)     | D     | Jakub Rzeźniczak  |
| 55 | Azerbaigian (bandiera) | D     | Badavi Guseynov   |
| 88 | Azerbaigian (bandiera) | C     | Elşan Abdullayev  |
| 91 | Azerbaigian (bandiera) | C     | Coşqun Diniyev    |
| 99 | Spagna (bandiera)      | C     | Dani Quintana     |